# Гран-Могол (микрорегион)

Гран-Могол на карте.

Гран-Могол (порт. Microrregião de Grão Mogol) — микрорегион в Бразилии, входит в штат Минас-Жерайс. Составная часть мезорегиона Север штата Минас-Жерайс. Население составляет 42 669	человек (на 2010 год). Площадь — 9070,993	 км². Плотность населения — 4,70	 чел./км².

## Демография
Согласно сведениям, собранным в ходе переписи 2010 г. Национальным институтом географии и статистики (IBGE), население микрорегиона составляет:						
| Полное население                             | Полное население                             | Полное население                             | Полное население                             | 42 669 |
| -------------------------------------------- | -------------------------------------------- | -------------------------------------------- | -------------------------------------------- | ------ |
| в том числе:                                 | Городское население                          | 18 826                                       | Процент городского населения, %              | 44,12  |
|                                              | Сельское население                           | 23 843                                       | Процент сельского населения, %               | 55,88  |
|                                              | Мужское население                            | 22 030                                       | Процент мужского населения, %                | 51,63  |
|                                              | Женское население                            | 20 639                                       | Процент женского населения, %                | 48,37  |
| Плотность населения, чел/км²                 | Плотность населения, чел/км²                 | Плотность населения, чел/км²                 | Плотность населения, чел/км²                 | 4,70   |
| Население микрорегиона в % к населению штата | Население микрорегиона в % к населению штата | Население микрорегиона в % к населению штата | Население микрорегиона в % к населению штата | 0,22   |

## Статистика
- Валовой внутренний продукт на 2003 год составляет 93 224 370,00 реалов (данные: Бразильский институт географии и статистики).
- Валовой внутренний продукт на душу населения на 2003 год составляет 2253,33 реалов (данные: Бразильский институт географии и статистики).
- Индекс развития человеческого потенциала на 2000 год составляет 0,653 (данные: Программа развития ООН).

## Состав микрорегиона
В составе микрорегиона включены следующие муниципалитеты:
1. Ботумирин
2. Кристалия
3. Гран-Могол
4. Итакамбира
5. Жозенополис
6. Падри-Карвалью